# 段亚亭
段亚亭（1928年3月—2024年2月3日），男，安徽界首人，中国中医学家，重庆市中医院主任医师，第三届国医大师，重庆市首批名老中医。